# Alternativní medicína
Alternativní medicína je jakýkoli pseudovědecký postup, jehož cílem je dosáhnout léčebných účinků medicíny, přestože chybí biologická věrohodnost, testovatelnost, opakovatelnost nebo důkazy o účinnosti. Alternativní medicína zahrnuje homeopatii, ajurvédskou medicínu, tradiční čínskou medicínu, chiropraktiku, biofeedback a hypnózu. Mnoho z těchto přístupů je ve srovnání s konvenční medicínou považováno za okrajové - to znamená, že obvykle nejsou prvkem lékařských osnov, a obvykle nejsou předepisovány lékaři, kteří praktikují konvenční medicínu. Fytoterapie, u níž byly vědecky prokázány vědecké důkazy, nepatří do alternativní medicíny, ale do vědecké medicíny. Na studium alternativní medicíny byly vynaloženy miliardy, přičemž pozitivních výsledků bylo málo nebo žádné a mnohé metody byly důkladně vyvráceny.

## Rozdíl mezi alternativní a komplementární medicínou
Americké národní středisko pro komplementární a integrované zdraví (NCCIH)
 používá toto rozlišení:
- Pokud se alternativní medicína používá společně s klasickou medicínou, považuje se za „komplementární“.
- Pokud se alternativní medicína používá místo klasické medicíny, považuje se za „alternativní“.

Zkratka CAM je z anglického Complementary and Alternative Medicine).

## Alternativní medicína
Termín alternativní medicína vyjadřuje, že dané léčebné postupy nejsou uznány jako lege artis medicínské postupy, že nebyly prověřeny podle pravidel klinického výzkumu. Nejsou považovány za standardní způsoby léčby, nepatří do objemu zákonem vymezené zdravotní péče hrazené zdravotními pojišťovnami či jinými subjekty předplacené péče. Ovšem situace se v jednotlivých zemích různí a obzvláště soukromé pojišťovny stále více zařazují některé nekonvenční služby do katalogu péče, protože je po těchto metodách poptávka.

## Komplementární medicína
Termín komplementární medicína (anglicky complementary medicine) zdůrazňuje, že mnohé nekonvenční postupy nejsou nasazovány místo standardních, nýbrž že je doplňují a že mají podpořit účinek vědecké medicíny či mají na léčbu navázat.

## Tradiční medicína
Termín tradiční medicína odkazuje na nevědecké léčitelské praktiky určité kultury, na rozdíl od postupů, které obvykle používají jiné kultury, ve kterých kde dominuje lékařská věda.

## Celostní medicína
Celostní neboli holistická medicína je dalším označením alternativní medicíny. V tomto případě se vedle slov komplementární nebo integrativní často používají slova jako „rovnováha“ a „holismus“. Holistická medicína tvrdí, že bere v úvahu „celého“ člověka, na rozdíl od údajného redukcionismu medicíny.
Holistická medicína využívá různé léčebné postupy, od konvenčních léků po alternativní metody jako homeopatii, akupunkturu, šiatsu aj. Holistická medicína usiluje o sjednocení těla a duše. Opírá se o názory, že příčinou nemocí jsou jevy jako úbytek energie způsobený špatnými návyky a stresem, jak fyzickým, tak i psychickým. Nemoc je v holistické medicíně tedy chápána jako důsledek nerovnováhy mezi příčinami biologickými a osobními.[zdroj?]

## Některé obory alternativní medicíny
- ajurvéda
- akupresura
- akupunktura
- aromaterapie
- autopatie
- homeopatie
- psychotronika
- celostní medicína

## Některé obory komplementární medicíny
- etikoterapie
- hypnoterapie
- tradiční čínská medicína
- mindfulness
- reflexologie
- chiropraxe
- fyzioterapie
- bioterapie
- osteopatie
- biotronika

## Instituce a organizace
- EuroCAM - nadace sdružující CAM organizace v Evropě
- ANME - asociace pro přírodní medicínu v Evropě
- EUAA - evropská asociace pro ajurvédu
- ITCIM - institut pro TCIM/CAM (česká organizace)

## Klasifikace podle NCCIH
Americká agentura National Center on Complementary and Integrative Health (NCCIH) vytvořila klasifikační systém pro obory komplementární a alternativní medicíny, který je rozděluje do pěti hlavních skupin. Tyto skupiny se do jisté míry překrývají a rozlišují dva typy energetické medicíny: pravou, která zahrnuje vědecky pozorovatelnou energii (včetně magnetoterapie, kolorpunktura a světelné terapie), a domnělou, která se dovolává fyzikálně nezjistitelné nebo neověřitelné energie. Pro žádnou z těchto energií věda nemá žádné prokázané důkazy o tom, že by působily na organismus jakýmkoli pozitivním nebo zdraví podporujícím způsobem.
1. Celé lékařské systémy: Prolínají se více než jednou z ostatních skupin; příkladem je tradiční čínská medicína, naturopatie, homeopatie a ájurvéda.
2. Intervence v oblasti mysli a těla: Zkoumají vzájemné propojení mezi myslí, tělem a duchem za předpokladu, že ovlivňují „tělesné funkce a symptomy“. Spojení mezi myslí a tělem je konvenčním lékařským faktem a tato klasifikace nezahrnuje terapie s prokázanou funkcí, jako je kognitivně behaviorální terapie.
3. Praktiky založené na „biologii“: Využívají látky, které se nacházejí v přírodě, jako jsou byliny, potraviny, vitamíny a další přírodní látky. (Zde použitý výraz „biologie“ neodkazuje na vědu o biologii. Jedná se o termín zavedený NCCIH - může se vztahovat na chemické látky z nebiologického zdroje, jako je například používání jedu olova v tradiční čínské medicíně, a na další nebiologické látky).
4. Manipulační a na těle založené praktiky: zahrnují manipulaci nebo pohyb částí těla, jako je tomu například při chiropraxi a osteopatické manipulaci.
5. Energetická medicína: je oblast, která se zabývá domnělými a ověřitelnými energetickými poli:

- Terapie biopolem mají za cíl ovlivnit energetická pole, která údajně obklopují a prostupují tělem. Existence těchto energetických polí byla vyvrácena.[zdroj?]
- Terapie založené na bioelektromagnetickém působení využívají nevědeckým způsobem ověřitelná elektromagnetická pole, jako jsou pulzní pole, pole střídavého nebo stejnosměrného proudu.